# Tenshin Shin'yō-ryū

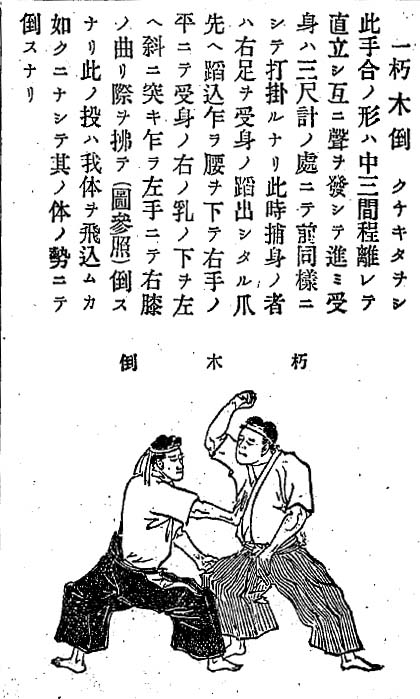
Un'antica illustrazione della tecnica kuchiki-taoshi della Tenshin Shin'yō-ryū. Tale tecnica esiste senza sostanziali differenze anche nel jūdō.

La Tenshin Shin'yō-ryū (天神真楊流?, Tenjin Shin'yō-ryū, Scuola del vero salice divino) è un antico stile (koryū) di jūjutsu fondata da Iso Mataemon Ryūkansai Minamoto no Masatari (磯又右衛門柳関斎源正足?) tra il 1830 e il 1840.
Tale stile è stato molto popolare in Giappone fino alla Restaurazione Meiji, periodo in cui, a causa della spinta modernizzatrice voluta dall'Imperatore Mutsuhito, la pratica delle arti marziali tradizionali è sensibilmente diminuita. Tra gli studenti più famosi di tale stile è d'obbligo ricordare Jigorō Kanō, fondatore del jūdō e Morihei Ueshiba, fondatore dell'aikidō. Difatti in entrambe le più evolute arti marziali, ma soprattutto nel jūdō, è possibile riscontrare importanti punti di contatto con la Tenshin Shin'yō-ryū.

## Descrizione
Sostanzialmente la Tenshin Shin'yō-ryū nasce dalla fusione di due scuole di jūjutsu: la Yōshin-ryū e la Shin no Shinto-ryū. La peculiarità di tale stile è costituita dagli atemi-waza, ossia le tecniche di colpo.
Come molte altre koryū, nella Tenshin Shin'yō-ryū viene adottato il sistema di graduazione Mokuroku → Menkyō → Kaiden, anziché il più moderno e famoso kyū/dan, introdotto da Jigorō Kanō.

## Genealogia
Di seguito la genealogia dei maestri della scuola.

### 1ª generazione
- Iso Mataemon Ryūkansai Minamoto no Masatari, fondatore della Tenshin Shin'yō-ryū

### 2ª generazione
- Iso Mataichiro Masamitsu

### 3ª generazione
- Iso Mataemon Masatomo
  - Inoue Keitaro
  - Yoshida Chiharu
  - Fukuda Hachinosuke
    - Kano Jigoro, fondatore del Kodokan judo

  - Yagi Torajiro
    - Sakamoto Fusataro, 9° dan Kodokan
      - Kubota Toshihiro, 7° dan Kodokan

  - Tozawa Tokusaburo
    - Ueshiba Morihei, fondatore dell'aikidō

### 4ª generazione
- Iso Mataemon Masanobu

### 5ª generazione
- Iso Mataemon Masayuki
  - Iso Mataichiro
  - Iso Saburo